# Asafo Aumua

a Compétitions nationales et continentales officielles uniquement.

b Matchs officiels uniquement.
Dernière mise à jour le 25 novembre 2024.
Asafo Aumua, né le 5 mai 1997 à Lower Hutt (Nouvelle-Zélande), est un joueur de rugby à XV international néo-zélandais évoluant au poste de talonneur. Il évolue avec la franchise des Hurricanes en Super Rugby depuis 2018, et avec la province de Wellington en Mitre 10 Cup depuis 2016.

## Carrière

### En club
Asafo Aumua commence à jouer au rugby avec Avalon RFC dans le championnat amateur de la province de Wellington, ainsi qu'avec le lycée St Patrick's College.
Il commence sa carrière professionnelle en 2016 avec l'équipe de Wellington en Mitre 10 Cup. Pour sa première saison, il n'est titularisé qu'a deux reprises en dix matchs disputés, mais il se fait remarquer en inscrivant six essais, faisant de lui le meilleurs marqueur de son équipe. Il marque notamment un triplé contre Northland pour sa première titularisation,. Sa deuxième saison est encore plus réussie, puisqu'il connait davantage de titularisations (sept) et marque un essai de plus,.
En 2018, il fait ses débuts en Super Rugby avec la franchise des Hurricanes. Au cours de sa première saison avec la franchise de Wellington, il est écarté du groupe lors des premiers matchs en raison d'une condition physique défaillante. De retour dans le groupe, il dispute trois matchs avant d'être de nouveau éloigné des terrains pour trois mois, en raison d'une blessure au poignet.

### En équipe nationale
Asafo Aumua joue avec la sélection scolaire néo-zélandaise à XV (en) en 2015.
Il joue ensuite avec l'équipe de Nouvelle-Zélande des moins de 20 ans, disputant le championnat du monde junior en 2016 et 2017,. Il se distingue particulièrement lors de la deuxième édition, remportée par son équipe, en inscrivant cinq essais en quatre rencontres, dont un triplé contre l'Angleterre en finale,.
En octobre 2017, il est sélectionné pour la première fois avec les All Blacks par Steve Hansen pour participer à la tournée de novembre en Europe,. Sa sélection est surprenante compte tenu de son inexpérience et du fait qu'il n'ai encore jamais joué en Super Rugby. Lors de cette tournée, il joue deux rencontres considérée comme non officielles, contre les Barbarians et France XV,.
En septembre 2020, il est rappelé par le nouveau sélectionneur Ian Foster, afin de participer à la série de test-matchs contre l'Australie, puis au Tri-nations 2020. Il connait sa première cape officielle le 7 novembre 2020, à l’occasion d’un match contre l'équipe d'Australie à Brisbane.

## Palmarès

### En club et province
- Vainqueur du National Provincial Championship en 2022 (en) et 2024 avec Wellington.

### En équipe nationale
- Vainqueur du championnat du monde junior en 2017.

- Vainqueur du Rugby Championhsip en 2020 et 2021.

## Statistiques
Au 18 novembre 2024, Asafo Aumua compte 20 capes en équipe de Nouvelle-Zélande, dont 5 en tant que titulaire, depuis le 7 novembre 2020 contre l'équipe d'Australie à Brisbane.
Il participe à trois éditions du Rugby Championship, en 2020, 2021 et 2024. Il dispute neuf rencontres dans cette compétition,.